# Aspidoglossum gracile
Aspidoglossum gracile là một loài thực vật có hoa trong họ La bố ma. Loài này được (E.Mey.) Kupicha mô tả khoa học đầu tiên năm 1984.